# Chapelle des Pénitents bleus de Béziers
Pour les articles homonymes, voir Chapelle des Pénitents bleus.
La chapelle des Pénitents bleus est un édifice catholique situé à Béziers dans le département de l'Hérault.

## Historique
Construite entre le XIVe et le XVe siècle, elle porte d'abord le nom de chapelle des Cordeliers. Son porche gothique flamboyant n'est pas courant dans le Languedoc. Au XIXe siècle, le chœur et plusieurs travées sont détruits au moment où le sont les remparts auxquels elle était adossée. Elle sert de lieu de réunion des représentants des trois Ordres (Clergé, Noblesse, Tiers-État) pour la rédaction du cahier de doléances puis est cédée à la Révolution française avant d'être confiée à la confrérie des Pénitents bleus.
La chapelle est inscrite en totalité au titre des monuments historiques par arrêté du 18 juin 1973 alors que les peintures murales sont classés par arrêté du 17 février 1982.

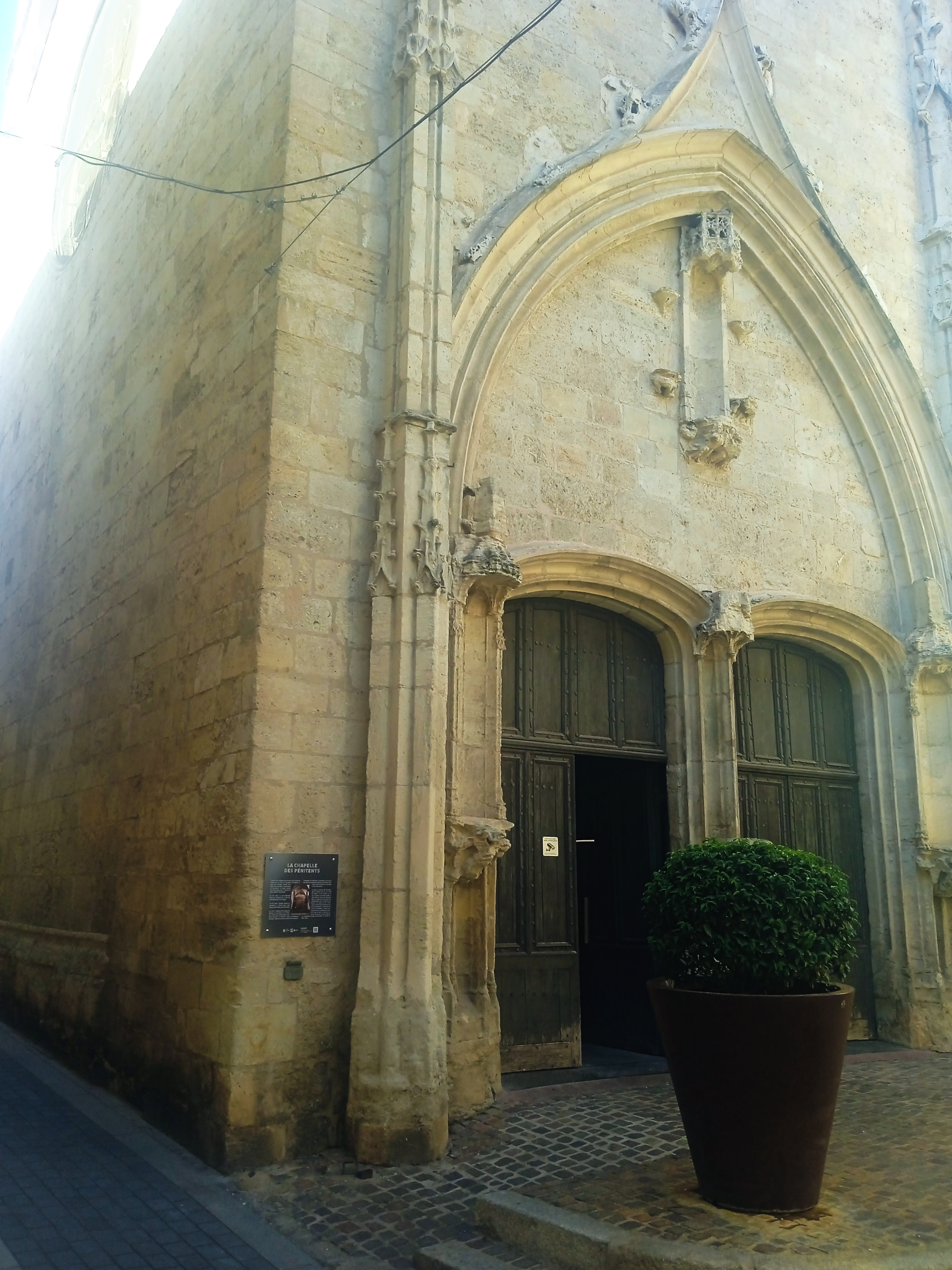
Porche.
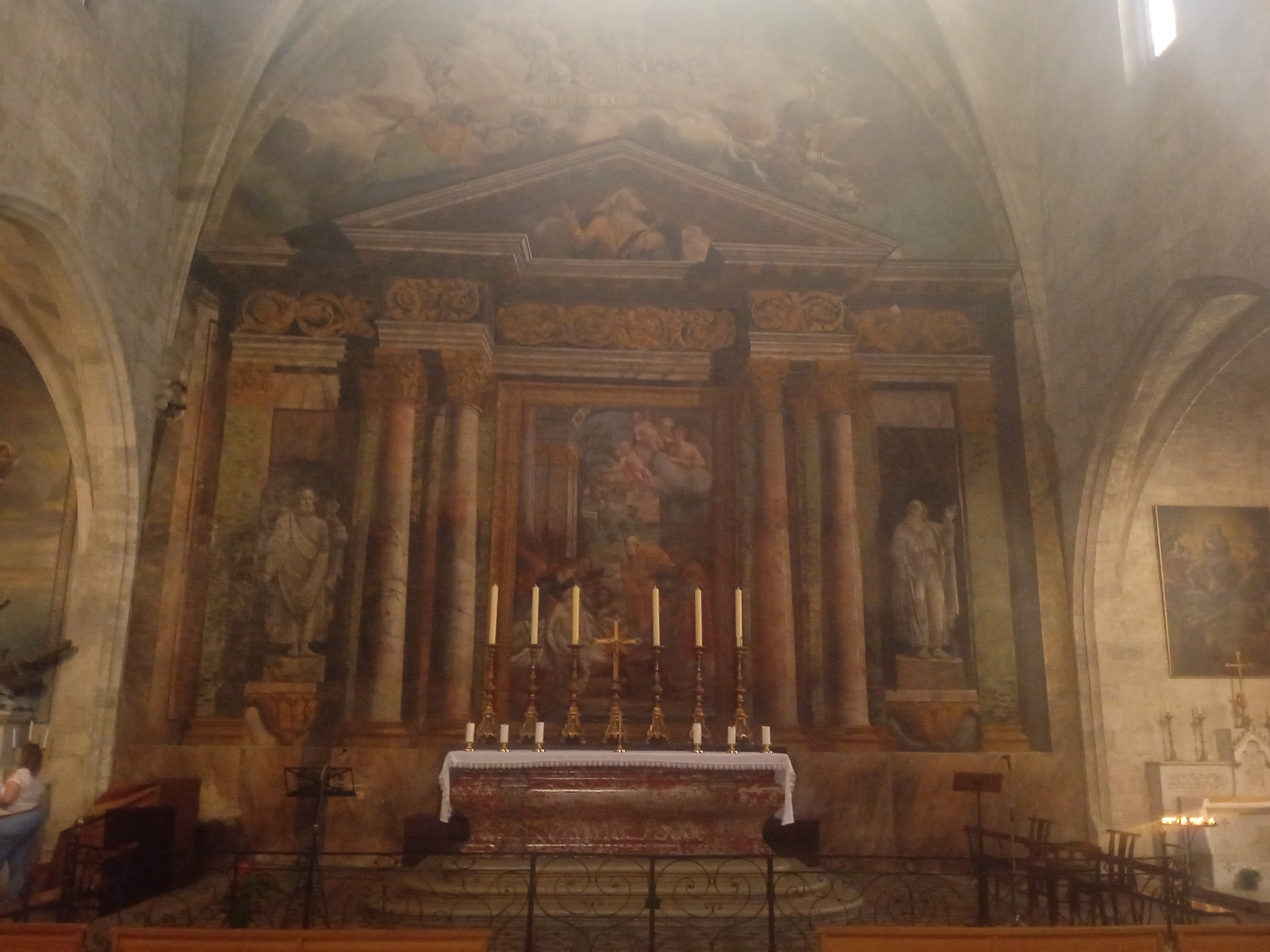
Intérieur.
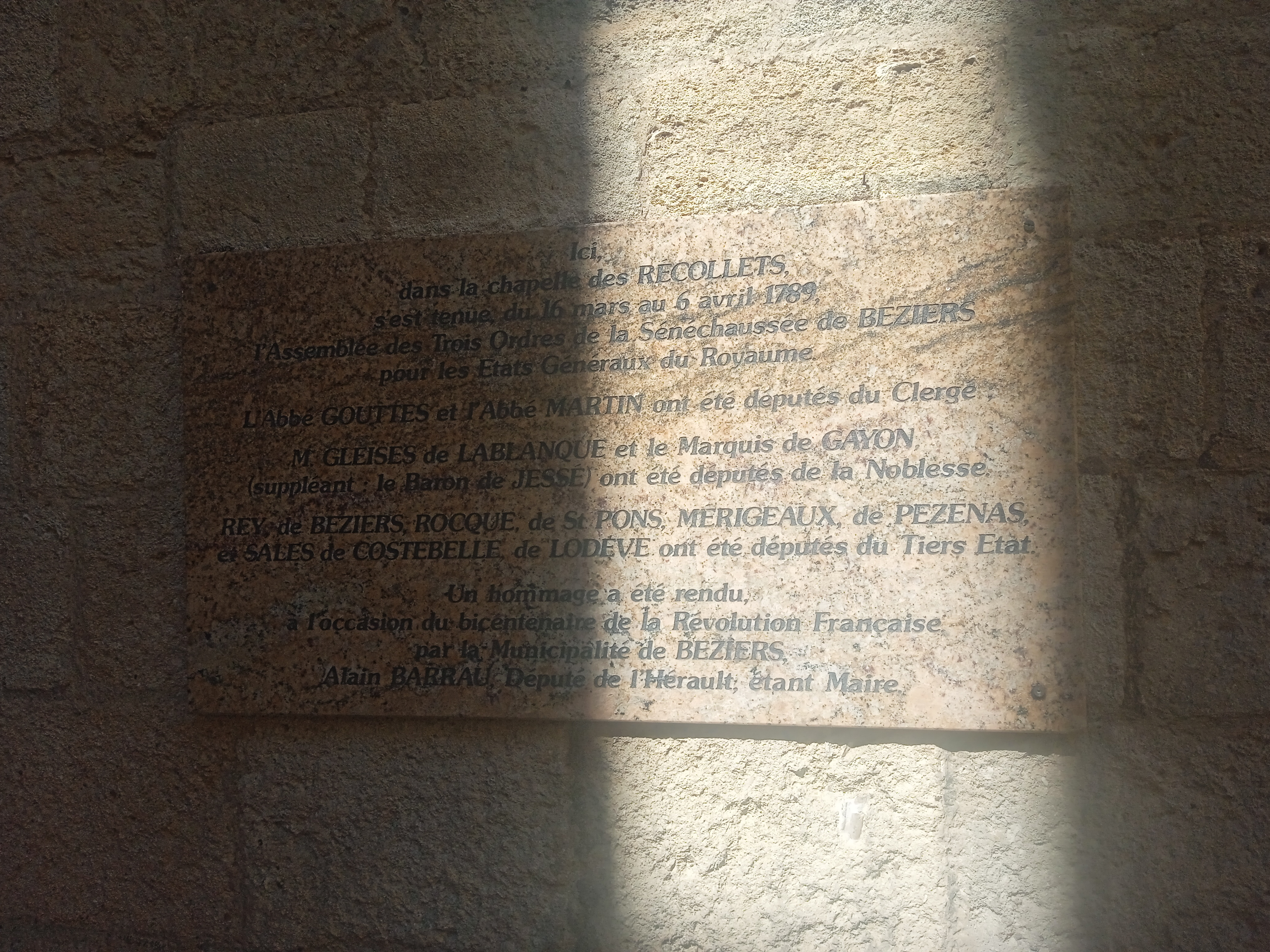
Plaque sur le rassemblement des trois Ordres à l'entrée de la chapelle des Pénitents bleus de Béziers.